# Salve (motorfiets)
Salve is een historisch merk van motorfietsen.
De bedrijfsnaam was: Società Automotociclette Lombardo-Veneto-Emilia, Milano.
Salve was een Italiaans merk dat een voor die tijd moderne 496cc-eencilinder bouwde met eigen blokmotor en zijkleppen. Ze waren ontwikkeld door Giuseppe Remondini, die ook naam maakte bij Frera, Negas & Ray en Jonghi. De productie bij Salve duurde niet lang: van 1925 tot 1926.